# Любов Казарновская
Любов Юриевна Казарновская е руска оперна певица, сопрано, която пее водещи роли в оперни театри по целия свят. Записва за Deutsche Grammophon, „Филипс“ и Naxos Records. Има собствено музикално предаване по руската телевизия и седмично едночасово радио предаване „Вокалисимо“ по радио „Орфей“.

## Биография
Казарновская е родена в Москва и е обучавана в Руската академия за музика „Гнесини“ и Московската консерватория. Тя прави своя професионален дебют през 1981 г. като Татяна в „Евгений Онегин“ в оперния театър „Станиславски“. След като пее водещи роли в този театър, както и в Болшой театър и Мариинския театър, тя прави международния си оперен дебют през 1990 г. на фестивала в Залцбург. По-рано същата година тя прави своя дебют в САЩ като сопрано солист в изпълнението на Симфония № 14 на Шостакович от Бостънския симфоничен оркестър.
Между 1991 и 1992 г. Казарновская дебютира в Кралската опера в Лондон, Виенската държавна опера и Метрополитън опера в Ню Йорк. Нейният дебют в Метрополитън опера е на 26 декември 1992 г. като Татяна в „Евгений Онегин“. Тя пее ролята в три представления през този сезон и се завръща там през сезон 1994 г., когато пее Дездемона в „Отело“ и Неда в „Палячи“. 

## Личен живот
През 1989 г. се жени за оперния продуцент от Австрия Робърт Росцик. През 1993 г. се ражда синът им Андрей.
Те се срещат, когато Робърт отива да слуша младо поколение руски певци. Тогава Казарновская работи в Мариинския театър в Санкт Петербург. Според нея това не е било любов от пръв поглед, но те започнали да общуват с голям интерес. Когато певицата отива на прослушване във Виена, те започват романтична връзка, която довежда до сватба.

## Дискография
| Заглавие                                    | Лейбъл  | От   |
| ------------------------------------------- | ------- | ---- |
| Arias From Operas By G. Verdi, G. Puccini   | Мелодия | 1987 |
| Symphony No. 14 • Songs And Dances Of Death | Naxos   | 1993 |
| Complete Songs, Vol. 2                      | Naxos   | 1998 |
| Complete Songs Vol. 1                       | Naxos   | 1999 |
| Complete Songs Vol. 3                       | Naxos   | 2001 |